# Леонард Малтін
Леонард Майкл Малтін (англ. Leonard Michael Maltin нар. 18 грудня 1950) — американський кінокритик, сценарист, кінопродюсер і історик кіно. Він написав багато книг про кінематограф, які мали успіх. Ці книги нерідко побудовані на ностальгічних мотивах.

## Біографія
Малтін народився в Нью-Йорку, в сім'ї з єврейським корінням. Його кар'єра почалася в 15 років з публікації власного фензину Film Fan Monthly, присвяченого фільмам «золотої ери» Голлівуду. Найбільший успіх як кінокритику йому приніс збірник Leonard Maltin's Movie Guide, створення якого почато 1987 року, що вийшов у вересні 1989 року. Це — велика добірка оглядів і рецензій на найрізноманітніші фільми.
Інші значні роботи Малтіна — книга Behind the Camera, присвячена технічним сторонам створення кіно, Leonard Maltin's Movie Encyclopedia, Of Mice and Magic: A History of American Animated Cartoons.
У кінці 1990-х років Малтін став президентом Асоціації кінокритиків Лос-Анджелеса. Він викладає в кількох кіношколах і університетах. На цей час[коли?] він також веде телешоу Secret's Out для телекомпанії ReelzChannel.

## Твори
- Movie Comedy Teams (NAL, 1970; перероблені видання, 1974, 1985)
- Behind the Camera: The Cinematographer's Art[en] (NAL, 1971), перевидано як The Art of the Cinematographer (Dover, 1978)
- The Great Movie Shorts (Crown, 1972), перевидано як Selected Short Subjects (Da Capo, 1983)
- The Disney Films (Crown, 1973; перероблене видання, 1985; 3-тє видання, 1995, Hyperion; 4-те видання, 2000., Disney Editions)
- Carole Lombard (Pyramid, 1976)
- Our Gang: The Life and Times of the Little Rascals (Crown, 1977; разом з Річардом Банном (Richard W. Bann); перероблено і перевидано як The Little Rascals: The Life and Times of Our Gang, 1992)
- The Great Movie Comedians (Crown, 1978)
- Of Mice and Magic: A History of American Animated Cartoons (NAL and McGraw Hill, 1980; перероблене видання, листопад 1987)
- The Complete Guide to Home Video (Crown, 1981; співавтор)
- The Great American Broadcast: A Celebration of Radio's Golden Age (EP Dutton, 1997)
- Leonard Maltin's Movie Crazy (M Press, 2008)
- Leonard Maltin's 151 Best Movies You've Never Seen (HarperStudio, 2010)
- Hooked On Hollywood: Discoveries From A Lifetime of Film Fandom (GoodKnight Books 2018)

2018 року книгу «Of Mice and Magic: A History of American Animated Cartoons» видано в Росії під назвою «О мышах и магии. История американского рисованного фильма» (Про мишей і магію. Історія американського мальованого фільму; ISBN 978-5-604-09670-3) у перекладі Федора Хитрука.

## У сучасній культурі
- В епізоді «Меха-Стрейзанд» серіалу «Південний парк» Малтін разом з Робертом Смітом та іншими зображений борцем проти страшного зла в особі Барбри Стрейзанд.
- Малтін з'являється в епізоді фільму «Гремліни 2» в ролі самого себе. Він дає розгромну рецензію на перший фільм «Гремліни», після чого зазнає нападу чудовиськ, які фігурують в них обох.
- В епізоді «Сімпсонів» A Star Is Burns[ru] Мардж називає Малтіна «найпривабливішим» з усіх кінокритиків на ТБ.
- У мульт-альманасі Bugs & Daffy: The Wartime Cartoons[en] (1989) Малтін коротко розповідає про кожен з одинадцяти представлених мультфільмів.
- У псевдодокументальному фільмі «Забуте срібло» (1995) Малтін з'являється в ролі одного зі співрозмовників, розповідаючи про забутого новозеландського кінорежисера першої третини XX століття.